# Џим Ведерби
Џејмс Доналд „Џим” Ведерби (енгл. James Donald "Jim" Wetherbee; Њујорк; 27. новембар 1952) бивши је амерички астронаут и официр у Америчкој ратној морнарици. У време пензионисања 2003, имао је чин капетана. Ожењен је и има двоје деце.
Средњу школу је завршио 1970. Дипломирао је као инжењер аерокосмичке технике на Универзитету Нотр Дам 1974. године, да би 1975. био регрутован у Морнарицу, где је децембра 1976. постао пилот, касније и пробни пилот, након завршене елитне школе за пробне пилоте при Ратној морнарици САД у Пакс Риверу, Мериленд, 1981. године. Астронаут је постао 1984. године, и од тада је у свемир летео шест пута, од тога чак пет пута као командант мисија, што је амерички рекорд. Провео је 66 дана у свемиру. Током службовања у НАСА обављао је низ одговорних дужности. Члан је неколико кућа славних и носилац бројних друштвених признања, цивилних и војних одликовања.
Забележио је преко 7.000 часова лета на разним типовима авиона и 345 слетања на носач авиона.

## Занимљивости
- Ведерби је први и једини Американац који је командовао пет мисија у свемиру (летео укупно шест пута)
- Ведерби је спустио Спејс-шатл више од било ког другог астронаута (пет пута)
- Са висином од 1,93м највиши је човек који је летео у свемир[2]

## Галерија
- Џим Ведерби (други здесна, доле) као командант мисије СТС-63, 1995. године
- Џим Ведерби (у црвеном, у средини) са колегама са мисије СТС-113 и чланове Експедиције 5 МСС
- Џим Ведерби (у позадини) свира бубњеве, 2005. године